# Ione Cabrera
Ione Agonay Jimenez Cabrera (* 13. Oktober 1985 in Las Palmas de Gran Canaria) ist ein spanischer Fußballspieler.

## Karriere
Ione Cabrera begann bei den Amateuren von UD Las Palmas mit dem Fußballspielen und kam 2005 zu den Profis. Im Frühjahr 2008 spielte er auf Leihbasis für die Zweite Mannschaft von CA Osasuna, ehe er im Herbst zu Jerez Industrial wechselte. Nach einem weiteren halben Jahr verließ er Spanien und heuerte beim SCR Altach in Österreich an. Beim Erste Liga-Klub entwickelte er sich sofort zum Stammspieler und verpasste mit den Vorarlbergern zweimal nur knapp den Aufstieg in die Bundesliga. Im Sommer 2011 holte ihn der SV Grödig nach Salzburg. Im Sommer 2015 wechselte er in die oberösterreichische Hauptstadt zum LASK Linz.
Im August 2016 wechselte er zum Bundesligisten FC Admira Wacker Mödling, bei dem er einen bis Juni 2018 gültigen Vertrag erhielt.
Zur Saison 2018/19 wechselte er zum Zweitligisten WSG Wattens. Mit der WSG Wattens stieg er als Zweitligameister in die Bundesliga auf, woraufhin sich der Verein in WSG Tirol umbenannte. Nach 36 Einsätzen für die Tiroler verließ er den Verein nach der Saison 2019/20. Nach einem halben Jahr ohne Verein wechselte er im Januar 2021 zum viertklassigen SC Mannswörth.

## Erfolge
- Aufstieg mit dem SV Grödig in die Bundesliga 2013
- Aufstieg mit der WSG Wattens in die Bundesliga 2019